# George Murdoch (luchador)
George Murdoch (nacido el 21 de febrero de 1973), era un ex-luchador profesional, actor y comentarista político de televisión por cable estadounidense. Es conocido por luchar bajo los nombres de Brodus Clay en WWE y Tyrus en Impact Wrestling y posteriormente la National Wrestling Alliance (NWA). Murdoch fue parte de la cuarta temporada de NXT. Como personalidad de las noticias por cable, aparece en Fox News y su servicio de transmisión hermano Fox Nation, principalmente como coanfitrión/panelista en el programa de entrevistas nocturno Gutfeld, así como colaborador/presentador suplente en otros programas.
Murdoch era una vez campeón mundial al haber logrado una vez el Campeonato Mundial Peso Pesado de la NWA. También fue una vez Campeón Mundial Televisivo de la NWA.

## Biografía
Murdoch es birracial; su padre es negro y su madre es blanca. En 2018, Murdoch reveló un incidente infantil en el que su padre fue abusivo y le dañó el ojo al golpearlo; este incidente llevó a su madre a divorciarse. Si bien la madre de Murdoch regresó a la casa de sus padres, Murdoch ha declarado que él y su hermano no eran bienvenidos allí porque eran en parte negros. Ambos vivieron con una familia de acogida durante muchos años. Durante este tiempo, estaba obsesionado con cambiar el color de su piel, pensando que esto le permitiría reunirse con su familia.
En 1990, Murdoch asistió a la escuela secundaria Quartz Hill en el condado de Los Ángeles, y luego, en 1992, al Antelope Valley College en Lancaster. Jugó fútbol americano universitario para los Lopers; sin embargo, Murdoch ha declarado que su carrera futbolística terminó cuando una cirugía para extirpar una ruptura del apéndice cortó los nervios que terminaban en su pierna, dejándolo con una cojera permanente.

## Carrera
Murdoch trabajó como guardaespaldas antes de su carrera como luchador profesional, siendo contratado por celebridades como Paris Hilton y Snoop Dogg. Su interés por la lucha libre le fue inculcado por Tommy Dreamer, quien le conoció cuando trabajaba de portero en un nightclub.

### World Wrestling Entertainment (2006-2008)

#### Deep South Wrestling (2006-2007)
En 2006, Murdoch fue contratado por WWE y fue enviado al territorio Deep South Wrestling (DSW). En él, Murdoch debutó como G-Rilla, bajo un gimmick de thug gangsta. Al poco tiempo, G-Rilla se reveló heel y se unió a Urban Assault (Eric Pérez & Sonny Siaki) como su enforcer. En este rol, Murdoch permanecía junto al ring durante los combates de Urban Assault, realizando intervenciones de vez en cuando para ayudar a su equipo. El 26 de octubre, Urban Assault se enfrentó a los Campeones por Parejas de DSW The Major Brothers (Brian & Brett) en un combate por los títulos, pero perdieron cuando The Bag Lady distrajo a G-Rilla y produjo su derrota. Esto causó además que Murdoch entrase en un feudo con The Bag Lady y su aliado Freakin' Deacon.
El 17 de diciembre, Urban Assault derrotó a The Major Brothers para ganar los Campeonatos en Parejas, gracias a una intervención de G-Rilla. Sin embargo, más tarde el equipo perdió los títulos ante Gymini (Jake & Jesse) (c/Angel Williams) cuando Bill DeMott atacó a G-Rilla y produjo la derrota de su grupo. Posteriormente, Urban Assault se enfrentó a The Major Brothers por una oportunidad de luchar los Campeonatos; sin embargo, una lucha entre G-Rilla y Freakin Deacon, enforcer de The Majors Brothers, causó de nuevo la derrota de Urban Assault. Esa misma noche Deacon derrotó a G-Rilla en un combate individual, tras lo que Pérez, Siaki y el nuevo miembro de Urban Assault Afa, Jr. le traicionaron y procedieron a atacarle. G-Rilla, ahora como face, se vengaría de ellos atacándoles durante un combate por los títulos contra Gymini, permitiendo ganar a Gymini para retener sus Campeonatos. Así mismo, Murdoch apareció bajo su verdadero nombre en dos house shows de SmackDown! / ECW luchando contra Scotty 2 Hotty, ganando el primer y perdiendo el segundo.
Poco más tarde, G-Rilla adoptó una personalidad más extravagante y formó equipo con Freakin' Deacon, consiguiendo numerosas victorias en combates. Entraron en un feudo con los Campeones por Parejas Team Elite (Mike Knox & Derrick Neikirk) en torno a sus títulos, llegando a derrotarles en un combate no titular. Sin embargo, después de una derrota de G-Rilla contra Mike Knox, Freakin' Deacon fue duramente golpeado con sillas por Knox y Neikirk y enviado al hospital. Allí, G-Rilla se sentó accidentalmente sobre Willow, la araña mascota de Deacon, cuya muerte causó en su dueño una crisis psicótica. Una semana más tarde, G-Rilla derrotó a Knox por descalificación cuando éste le golpeó con una silla. Tras ello, DSW cerró y Murdoch fue transferido a Florida Championship Wrestling.

#### Florida Championship Wrestling (2007-2008)
Murdoch y varios otros luchadores de DSW fueron trasladados a Florida Championship Wrestling, donde derrotó a Shawn Osbourne en su primer combate. Más tarde, G-Rilla ganó una oportunidad por el Campeonato de FCW contra Harry Smith, pero no logró el título después de una interfeencia de Teddy Hart.
Tras ello, G-Rilla entró en un feudo con Giant Titan y su mánager Afa, Jr., siendo derrotados G-Rilla y Ted DiBiase, Jr. por ellos en un Texas Tornado Match. Sin embargo, G-Rilla derrotó a Titan en un combate individual el 1 de diciembre de 2007. El 12 de enero, G-Rilla compitió en una Battle Royal por una oportunidad por el Campeonato de FCW, pero fue eliminado por Giant Titan. Poco después, Murdoch fue liberado de su contrato.

### World Wrestling Entertainment / WWE (2010-2014)

#### 2010-2012

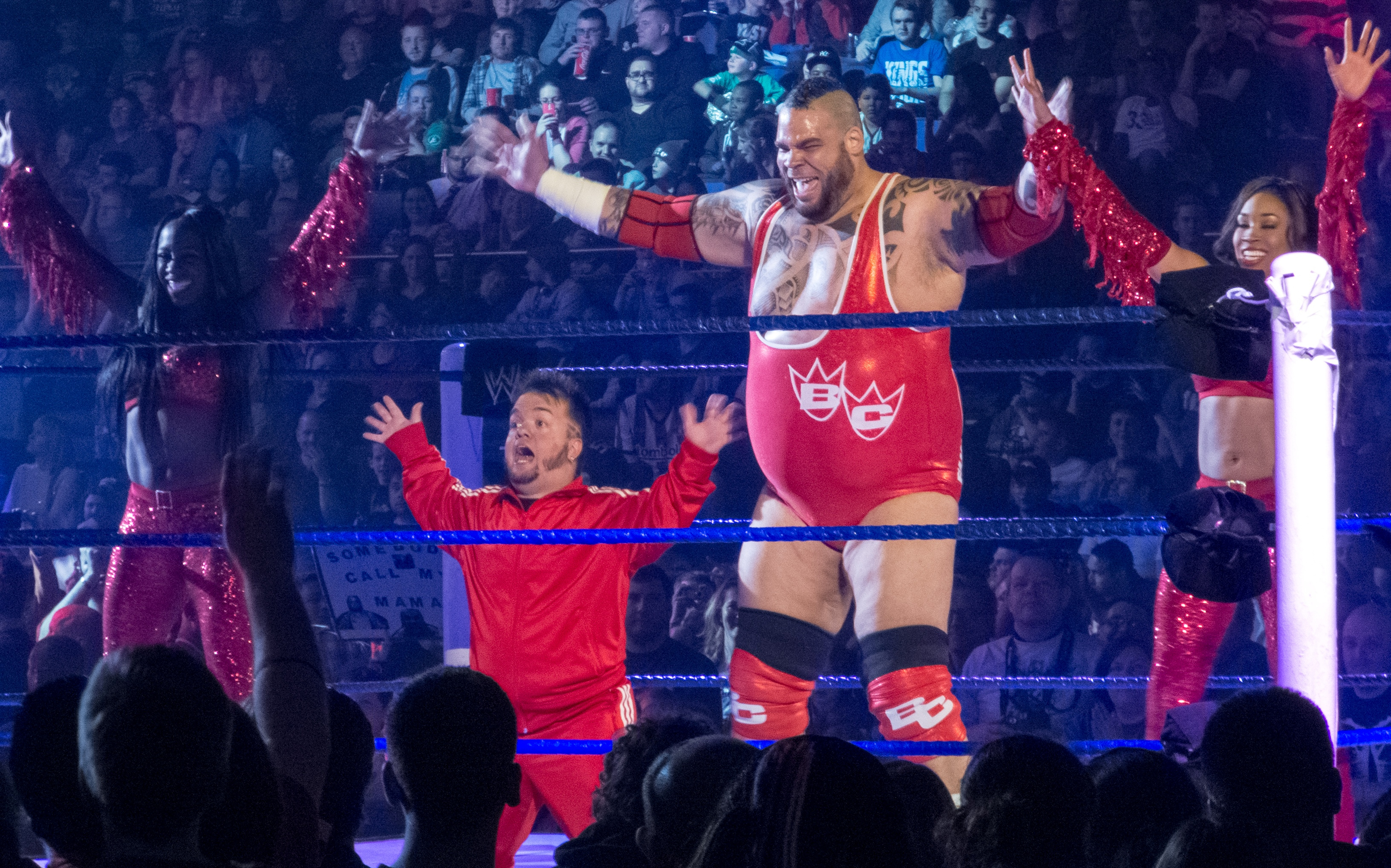
Murdock bajo el gimmick de "The Funkasaurus" Brodus Clay.

En 2010, Murdoch fue de nuevo contratado por WWE, siendo enviado otra vez a FCW. Murdoch debutó en FCW bajo el nombre de G-Rilla, si bien después de poco tiempo lo cambió a Brodus Clay y formó un equipo con Donny Marlow llamado "The Colossal Connection". En el mismo año, Murdoch fue convocado para la nueva temporada de NXT bajo la dirección de Ted DiBiase y Maryse. Sin embargo, el 24 de enero, ganó un Fatal 4 Way, eligiendo a Alberto Del Rio como su nuevo Pro. A las siguientes semanas derrotó a Ted DiBiase y a Johnny Curtis. En el final de temporada el 1 de marzo, Clay terminó la competición en segundo lugar, perdiendo frente a Curtis.
El 7 de marzo, Clay hace su aparición en RAW sustituyendo a Del Río en su combate contra Christian, siendo derrotado. El 11 de marzo en SmackDown, Clay compitió en una lucha en parejas, haciendo equipo con Alberto Del Rio, perdiendo frente a Edge & Christian. Después del Draft del 2011, Alberto Del Rio y Ricardo Rodríguez fueron transferidos a la marca RAW, dejando a Brodus Clay solo. El 1 de mayo en Extreme Rules interfirió ayudando a Del Río contra Christian, pero fue atacado. Después de esto, estuvo inactivo y no ha aparecido en ninguna lucha por más de 30 días. Después, el 5 de agosto, en Superstars, hizo su regreso a WWE, derrotando a varios luchadores locales en Superstars.
Tras esto, el 31 de octubre de 2011 se anunció que la próxima semana, Clay sería transferido a la marca Raw. Tras esto se iniciaron una serie de promos indicando su regreso a WWE, el cual se pospuso varias veces.
Después de la espera de varios meses, hizo su debut el 9 de enero, en la edición de RAW, con un entusiasta gimmick de bailarín de funk, cambiando a face y ahora reside en un lugar llamado "Planet Funk"; además va acompañado por sus bailarinas Naomi y Cameron. En su primera lucha, derrotó fácilmente a Curt Hawkins, y durante las siguientes semanas ha derrotado a luchadores de RAW y SmackDown como Tyson Kidd, JTG, Alex Riley, Heath Slater y Tyler Reks. En el evento Royal Rumble, Brodus hizo su primera lucha en un evento, derrotando a Drew McIntyre. Luego de esto Clay desapareció de la televisión de WWE, reapareciendo el 12 de marzo en RAW. En WrestleMania XXVIII, Brodus apareció bailando en el escenario junto a Momma Clay. El día siguiente comenzaría una rivalidad con Dolph Ziggler y Jack Swagger luego de salvar a Santino Marella de un ataque de ellos. El 9 de abril en RAW, Santino & Brodus Clay derrotaron a Swagger & Ziggler. El 20 de abril en SmackDown, Clay se alió con Hornswoggle, introduciéndolo como su hermano pequeño. El 23 de abril en RAW, Brodus & Hornswoggle derrotaron a Swagger & Ziggler por descalificación, luego de la intervención de Vickie Guerrero. Finalmente su rivalidad con Dolph Ziggler & Jack Swagger culminó derrotando a Ziggler en el evento Extreme Rules y a Swagger la semana siguiente en SmackDown. En Over the Limit derrotó a The Miz. El 28 de mayo en RAW, fue víctima de un violento ataque de parte de Big Show, debido a esto con el pretexto de mantener la seguridad en RAW, John Laurinaitis lo envió a SmackDown. En el Pre Show de No Way Out derrotó a David Otunga por cuenta de fuera. Finalmente, el 25 de junio en RAW SuperShow, perdió su racha de victorias consecutivas ante The Big Show. En Survivor Series formó parte del equipo de Rey Mysterio, Sin Cara, Tyson Kidd & Justin Gabriel que derrotó a Tensai, Titus O´Neil, Darren Young, Primo & Épico, a pesar de la victoria de su equipo él fue el único eliminado.

#### 2013 - 2014
Brodus Clay participó en la edición 2013 del Royal Rumble entrando de número 13 pero fue eliminado por Chris Jericho, Heath Slater, Cody Rhodes, Sheamus y Darren Young. En la edición de Friday Night SmackDown del 8 de febrero, Brodus aparece para rescatar a Tensai de un ataque de 3MB (Heath Slater, Jinder Mahal y Drew McIntyre), comenzando a hacer equipo. En el Pre-Show de Elimination Chamber derrotaron a Team Rhodes Scholars (Cody Rhodes & Damien Sandow). Tras esto empezaron a llamarse Tons Of Funk. Estaba programado para WrestleMania 29 una lucha junto a Tensai , Naomi y Cameron contra Team Rhodes Scholars y The Bella Twins. Pero el combate no ocurrió, y fue compensado en RAW ganando su equipo. El 24 de junio en RAW, Tensai y Brodus Clay lucharon por ser los contendientes #1 al Campeonato en Parejas de WWE pero no lograron ganar siendo los vencedores The Usos en una Triple Threat Tag Team Match en la que también participó 3MB (Drew McIntyre & Jinder Mahal). El 5 de agosto, Tonsk Of Funk fueron derrotados en el debut de The Wyatt Family (Luke Harper & Erick Rowan).
El 29 de noviembre en Smackdown, Brodus Clay se mostró celoso de Xavier Woods debido a que este recibió una gran reacción al ser acompañado por The Funkadactyls anteriormente, por lo cual lo agredió cambiando a Heel, esa misma noche Clay y Tensai derrotaron a Woods y R-Truth consiguiendo Clay la victoria sobre Woods.En main event perdió frente a Xavier Woods y R-Truth .Al terminar el combate discutió con Tensai. En TLC se enfrentó a R-Truth donde fue derrotado, durante el combate Tensai, Naomi y Cameron le criticaban a Brodus sus acciones y lo abandonaron, la noche siguiente en RAW, Clay y Tensai fueron derrotados por Ryback y Curtis Axel, luego de la lucha Clay atacó a Tensai terminando con Tons of Funk. Tras eso el 20 de diciembre fue derrotado en Friday Night SmackDown por Tensai. Clay inició el año luchando el 1 de enero en Main Event contra The Miz, saliendo derrotado. Después WWE, al no tener planes para el, lo mandaron a NXT. El 3 de abril derrotó a Xavier Woods, en donde reclamo una oportunidad por el Campeonato de la NXT, que ostentaba Adrian Neville. En WrestleMania 30 participó en un Battle Royal en honor a Andre The Giant, pero fue eliminado por The Great Khali. En el episodio del 17 de abril en NXT, Clay perdería por cuenta fuera contra Neville en una lucha no titular. En el episodio 1 de mayo de NXT, Clay se enfrentó Neville por el Campeonato de NXT en un combate sin descalificación pero no pudo ganar el título. El 8 de mayo, participó en una batalla real para determinar un nuevo contendiente #1 al Campeonato de NXT, pero fue eliminado. Finalmente, el 12 de junio fue despedido de WWE.

### Total Nonstop Action Wrestling / Impact Wrestling (2014-2017, 2018)
El 15 de octubre, apareció en Impact Wrestling, como acompañante de Ethan Carter III, y su nombre, fue conocido como Tyrus, alineándose con Ethan Carter III (EC3). Momentos después de que EC3 lo presentara, tuvo su primer combate de lucha libre en el episodio del 15 de octubre de Impact Wrestling contra Shark Boy, que ganó. Juntos participaron en el torneo de contendientes número uno del Campeonato Mundial en Parejas de TNA, derrotando a Eric Young y Rockstar Spud en los cuartos de final, solo para perder ante The Hardy Boyz en el episodio del 29 de octubre de Impact Wrestling.en las semifinales, cuando Tyrus fue derrotado por Matt Hardy. En Lockdown, Tyrus derrotó a Spud y Mark Andrews en un combate 2 contra 1 de Six Sides of Steel. El 15 de mayo de 2015 episodio de Impact Wrestling, Tyrus perdió ante el Mr. Anderson. En Slammiversary, Carter y Tyrus derrotaron a Lashley y al Mr. Anderson en el evento coprincipal. El 4 de octubre de 2015, en Bound For Glory, Tyrus ganó un guante para el combate de oro para convertirse en el contendiente número uno por el Campeonato Mundial Peso Pesado de TNA.
En una grabación del 28 de junio de 2016 de Impact Wrestling , Tyrus regresó como un "reparador" a sueldo, poniéndose del lado de Grado y Mahabali Shera en un combate contra The Tribunal y Al Snow. Desde entonces, TNA comenzó a emitir viñetas para el truco "reparador" de Impact Wrestling semanalmente. Solo en una noche: septiembre de 2016, Tyrus derrotó a Crazzy Steve. Esta fue su primera victoria individual desde Bound for Glory 2015. Tyrus regresó a Impact Wrestling y comenzó a alinearse con Eli Drake. El 6 de enero de 2017, Tyrus y Eli Drake desafiaron sin éxitoLos Broken Hardys (Jeff Hardy y Matt Hardy) para los Campeonatos Mundiales de Parejas de TNA en TNA One Night Only: Live!. El 18 de agosto de 2017, la promoción anunció que a Tyrus se le concedió la liberación de su contrato. Murdoch explicó que no se sentía cómodo con Jeff Jarrett regresando a Impact, ya que Murdoch decidió en el pasado quedarse con TNA y no firmó un contrato con GFW. 
En las grabaciones de Impact de enero de 2018, regresó para derrotar a su exjefe Ethan Carter III después de volverse contra él. Sin embargo, su regreso fue efímero cuando, el 18 de abril, Tyrus dejó Impact una vez más, confirmando su liberación y salida de la empresa. Murdoch afirmó que las malas decisiones de reserva que involucren a su personaje dañarían su reputación, por lo que dejó la promoción nuevamente. 

### Circuito independiente (2018)
Tiro hizo su debut con Tommy Dreamer's House of Hardcore en House of Hardcore 52 el 8 de diciembre de trabajo en equipo con Robert Strauss a cara, sin éxito, David Arquette y RJ City. 

### National Wrestling Alliance (2021-2023)
El 11 de marzo, National Wrestling Alliance anunció en sus redes sociales que Tyrus haría su debut en NWA en Back For The Attack. En Power emitido el 6 de agosto de 2021, derrotó a Da Pope ganando el Campeonato Mundial Televisivo de NWA por primera vez. En Powerrr emitido el 31 de agosto, derrotó a BLK Jeez reteniendo el Campeonato Mundial Televisivo de NWA. En Powerrr emitido el 12 de octubre, derrotó a Jordan Clearwater reteniendo el Campeonato Mundial Televisivo de NWA. En Hard Times 2, derrotó a Cyon con Da Pope como árbitro especial invitado en un No Disqualification Match reteniendo el Campeonato Mundial Televisivo de NWA.
En Powerrr emitido el 11 de enero, derrotó a Jaden Roller reteniendo el Campeonato Mundial Televisivo de NWA. En la noche 2 de Crockett Cup, derrotó a Rodney Mack reteniendo el Campeonato Mundial Televisivo de NWA. En NWA Alwayz Ready, derrotó a Matthew Mims reteniendo el Campeonato Mundial Televisivo de NWA. En Powerrr emitido el 2 de agosto, derrotó a Odinson reteniendo el Campeonato Mundial Televisivo de NWA.
El 11 de febrero de 2023 en Nuff Said, Tyrus defendió con éxito su título en su primera defensa del título contra Matt Cardona, con la ayuda de Bully Ray, a quien prometió darle una oportunidad por el título cuando quisiera. Tyrus, con el cinturón del Campeonato Mundial de Peso Pesado de NWA, apareció en un comercial para el programa de entrevistas de Fox News Gutfeld! durante el Super Bowl LVII. El 7 de abril en NWA 312, defendió con éxito el Campeonato Mundial Peso Pesado de NWA contra Chris Adonis. El 3 de junio, durante la noche uno de los combates de la Copa Crockett, Tyrus se asoció con Adonis bajo el nombre de The Midnight Riders para competir en el torneo del mismo nombre, derrotando a The Warriors from the Wasteland (Judais y Max the Empaler) en la segunda ronda, y a The Immortals (Kratos y Odinson) en los cuartos de final pero fueron eliminados por Mike Knox y Trevor Murdoch en la semifinal. 
El 27 de agosto, en NWA 75th Anniversary Show, Tyrus perdió el Campeonato Mundial de Peso Pesado de NWA en un Bullrope Match ante EC3, combate que también contó con la participación de Matt Cardona, terminando con un reinado de 288 días. Por ello, es que se vio obligado a retirarse de la lucha libre profesional tras 17 años de carrera. Tras el combate, el roster de NWA salió a abrazar a Tyrus.

## Otros medios
Murdoch hizo su debut como actor, realizando el papel de Ethan en la película de horror producida por WWE Studios, llamada No One Lives.
De 2018 a 2019, fue copresentador del programa Un-PC en el canal de streaming de Fox News llamado Fox Nation. En junio de 2019, estrenó un nuevo programa de Fox Nation, Nuff Said.
En junio de 2023, Murdoch presentó el episodio de estreno de Fox News Saturday Night, donde continúa sirviendo como presentador interino.

## Filmografía

### Películas
| Año  | Película                         | Rol                 | Notas |
| ---- | -------------------------------- | ------------------- | ----- |
| 2012 | No One Lives                     | Ethan               |       |
| 2014 | Scooby-Doo! WrestleMania Mystery | Brodus Clay         |       |
| 2017 | Enuattii                         | Bateman             |       |
| 2017 | Supercon                         | Guardia             |       |
| 2020 | Stand On It                      | Cletus T. Necessary |       |
| 2021 | Poker Run                        | Cletus T. Necessary |       |

### Series
| Año           | Película                       | Rol                | Notas |
| ------------- | ------------------------------ | ------------------ | ----- |
| 2013          | Total Divas                    |                    |       |
| 2014          | Trashville                     | Danye East         |       |
| 2016-presente | The Greg Gutfeld Show/Gutfeld! |                    |       |
| 2017          | GLOW                           | Mighty Tom Jackson |       |
| 2017          | Preacher                       | Hell Guard         |       |
| 2017          | Syn                            | Dylan              |       |
| 2017          | MacGyver                       | Goliath            |       |
| 2018          | Love                           | Keith              |       |
| 2018          | The Purge                      | Guardia            |       |
| 2019          | Nuff Said                      |                    |       |

## Campeonatos y logros
- National Wrestling Alliance/NWA
  - NWA World Heavyweight Championship (1 vez)
  - NWA World Television Championship (1 vez)

- Pennsylvania Premiere Wrestling/PPW
  - PPW Heavyweight Championship (1 vez)[26]

- Total Nonstop Action Wrestling/TNA
  - Bound for Gold (2015)

- World Wrestling Entertainment/WWE
  - Slammy Award (1 vez)
    - Best Dancer of the Year (2012)[27]

- Pro Wrestling Illustrated
  - Situado en el Nº185 en los PWI 500 de 2011[28]
  - Situado en el Nº74 en los PWI 500 de 2012[29]
  - Situado en el Nº74 en los PWI 500 de 2013
  - Situado en el Nº217 en los PWI 500 de 2014
  - Situado en el Nº214 en los PWI 500 de 2015
  - Situado en el Nº134 en los PWI 500 de 2016
  - Situado en el Nº226 en los PWI 500 de 2017
  - Situado en el N°352 en los PWI 500 de 2022